# Avinguda de les Valls d'Andorra
L'Avinguda de les Valls d'Andorra o Avinguda Valls d'Andorra és una important avinguda de la ciutat de La Seu d'Urgell a la comarca de l'Alt Urgell. És la principal avinguda d'entrada de la ciutat, ja què, tots els vehicles que baixen d'Andorra per la N-145, entren per aquesta avinguda, a més a més, comunica amb el Serrat de la Capella i deu el seu nom a l'antic camí que connecta la vila de La Seu d'Urgell amb Andorra, avui dia és la Carretera N-145.
Antigament, en aquesta avinguda no hi havia cases sinó que pertanyia a la Carretera de les Valls d'Andorra (Actual N-145) que comunica La Seu d'Urgell amb Andorra. La seva importància rau en el fet que era i es l'única via que connectava Andorra amb Catalunya. S'ha de tenir en compte que antigament, Andorra, s'anomenava Valls d'Andorra (dins el Comtat d'Urgell i anteriorment, podeu consultar Història d'Andorra).
L'actual Avinguda de les Valls d'Andorra, consta de dues voreres pels vianants i una carretera, a dos sentits, d'un carril cadascun. A més a més hi ha un dels aparcaments principals de la vila, després de l'aparcament del poliesportiu. Actualment, és molt important perquè conté el Supermercat Mercadona, que és el principal establiment comercial de la ciutat de La Seu d'Urgell.
Un altre equipament destacable és l'Oficina de Parcs Naturals de l'Alt Pirineu i del Cadí-Moixeró. Va entrar en funcionament el dia 1 d'agost de 2015 i s'encarrega d'oferir informació sobre parcs i donar a conèixer aquests dos espais protegits. A part de ser un punt d'informació també farà tasques d'oficina i servei així com disposarà d'un espai destinat a botiga on hi haurà material promocional i de lectura, una sala d'exposicions temporals i una sala de reunions.

## Plaça Bisbes Prínceps
La Plaça Bisbes Prínceps és una rotonda què està a la fi de l'Avinguda Valls d'Andorra. Aquesta rotonda comunica al nord amb l'Avinguda de les Valls d'Andorra al sud amb l'Avinguda Pau Clarís i als costats amb l'Avinguda Guillem Graell (antiga N-260). El seu nom està dedicat als bisbes del Bisbat d'Urgell que alhora són Co-Príncep d'Andorra. En aquesta plaça hi ha el Bar Pifarré i es a la vora de la Plaça Europa.